# Srbská říše
Srbská říše neboli carství (srbsky Српско царство, Srpsko carstvo) je historický název středověkého srbského státu na Balkánském poloostrově v letech 1346–1371, který se vyvinul z království Srbska. Vzniklo roku 1346, když srbský král Štěpán Dušan zvaný „Silný“ se prohlásil carem o Vánocích roku 1346 a následně 16. dubna se nechal korunovat novým srbským patriarchou na „cara a samovládce Srbů a Řeků“ (tj. Římanů). To už srbská říše Štěpána Dušana sahala daleko za hranice moderních států Srbska, Kosova a Černé Hory (známé jako Zeta). Štěpán Dušan svou říši výrazně rozšířil o území bývalého epirského despotátu, Makedonii (vyjma Soluně), Thessálii, Epirus, Albánii (vyjma Dyrrhachionu a Buthrota), Akarnánii a Aitólii. Prosazoval také pravoslavnou církev srbského patriarchátu. Srbská říše za Dušanovy vlády téměř zdvojnásobila svá území a načas se stala nejmocnějším státem na Balkáně, který zastínil Bulharsko a dokonce i Byzanc, dřívějšího suveréna, který se však nyní musel bránit srbskému i osmanskému tlaku. Jeho syn a nástupce Štěpán Uroš V. však o většinu území přišel a s jeho smrtí roku 1371 se srbská říše definitivně rozpadla. Někteří z nástupců Štěpána V. se v některých částech Srbska do roku 1402 prohlašovali za císaře (cary).

## Galerie

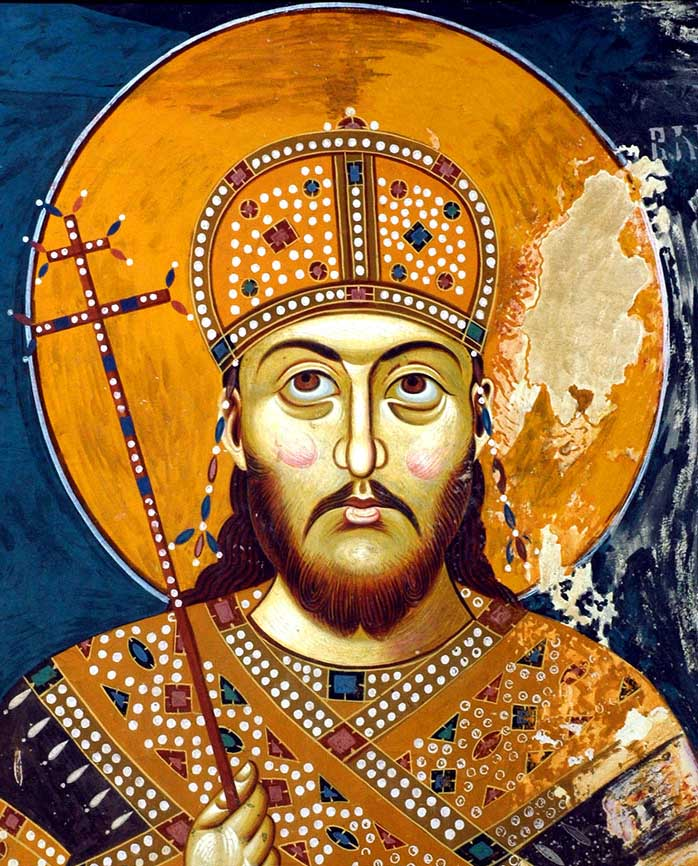
Štěpán Dušan, „car a samovládce Srbů a Řeků“
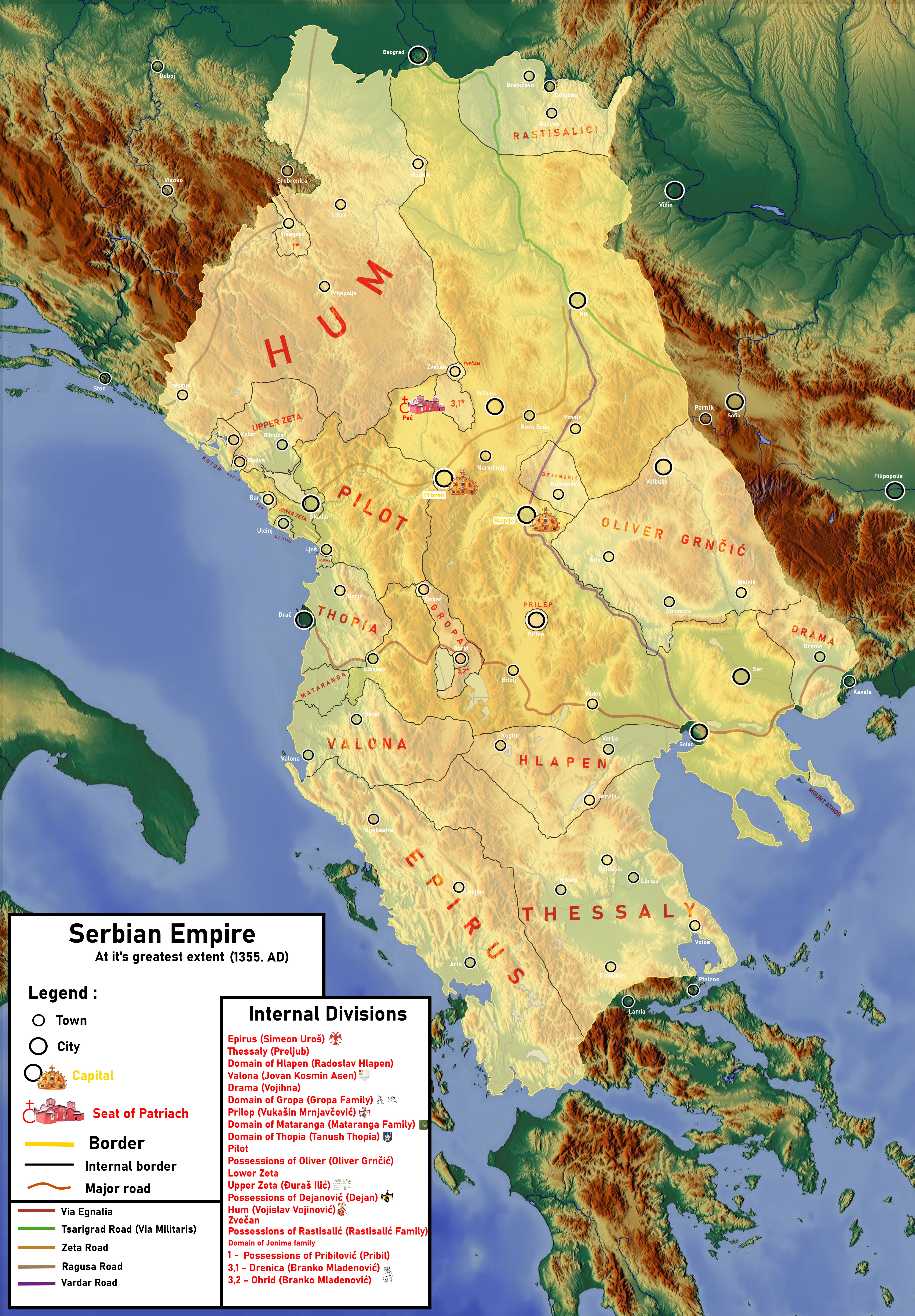
mapa srbské říše kolem roku 1355
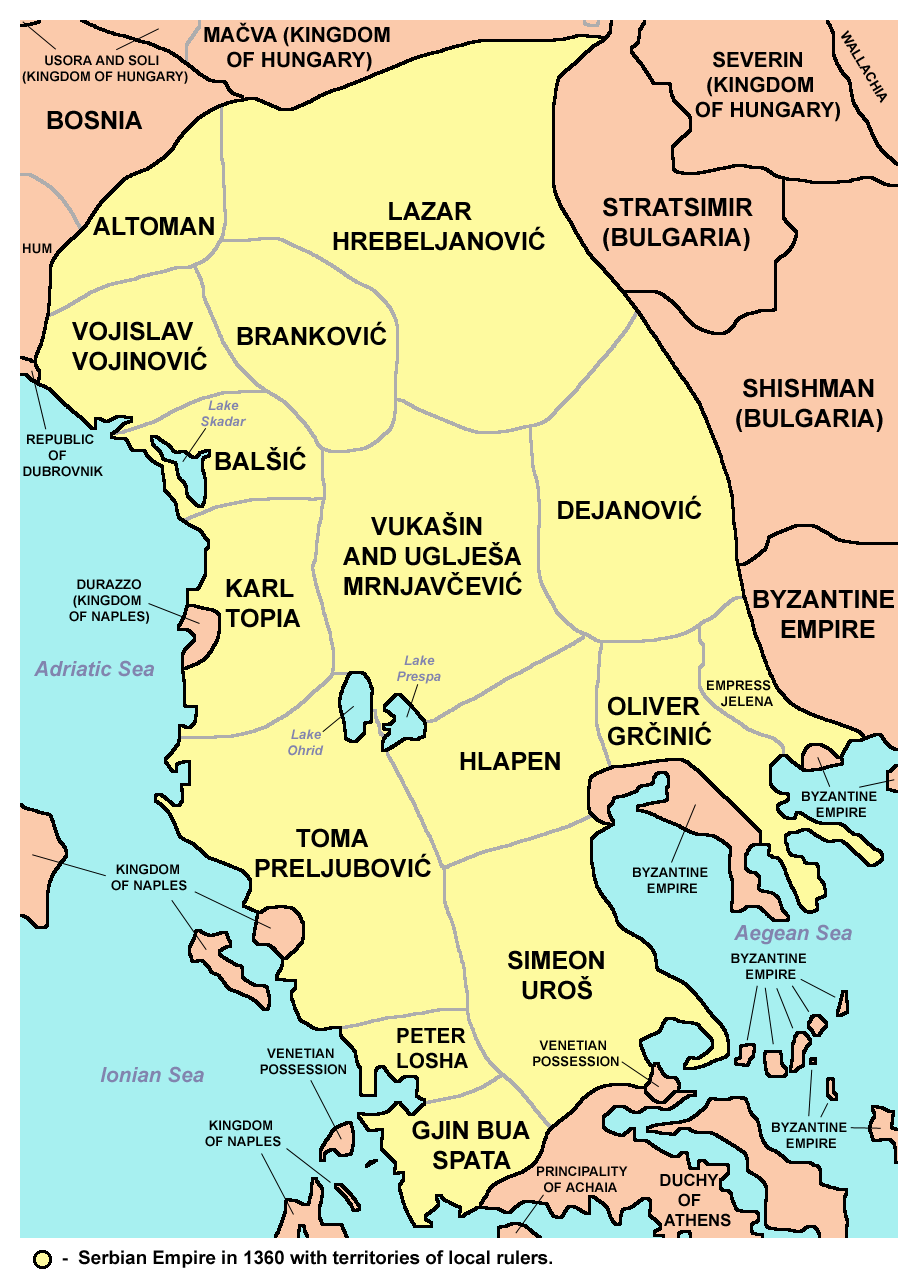
administrativní dělení srbské říše kolem roku 1360
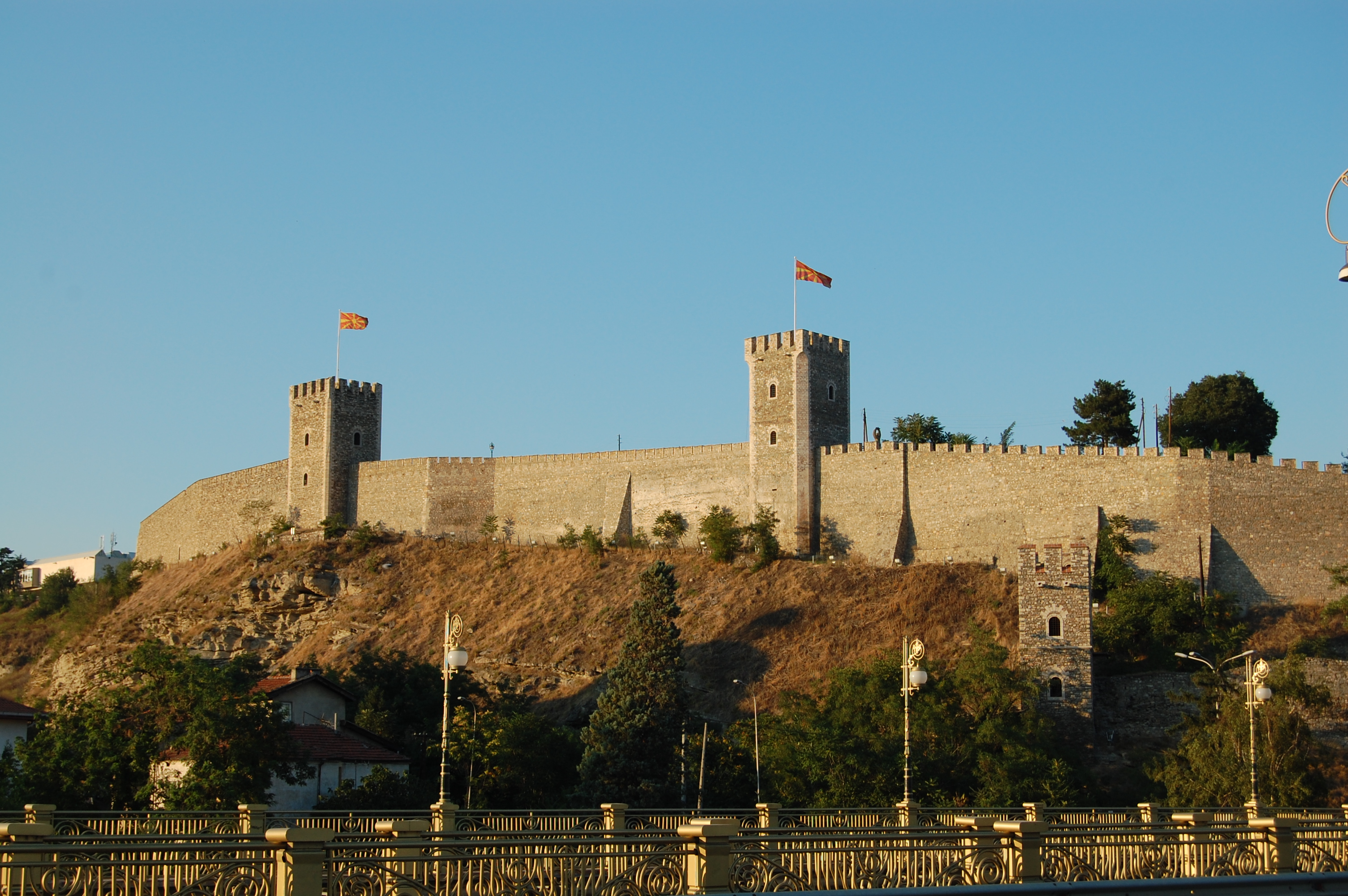
pevnost Kale ve Skopje, kde byl korunován Štěpán Dušan
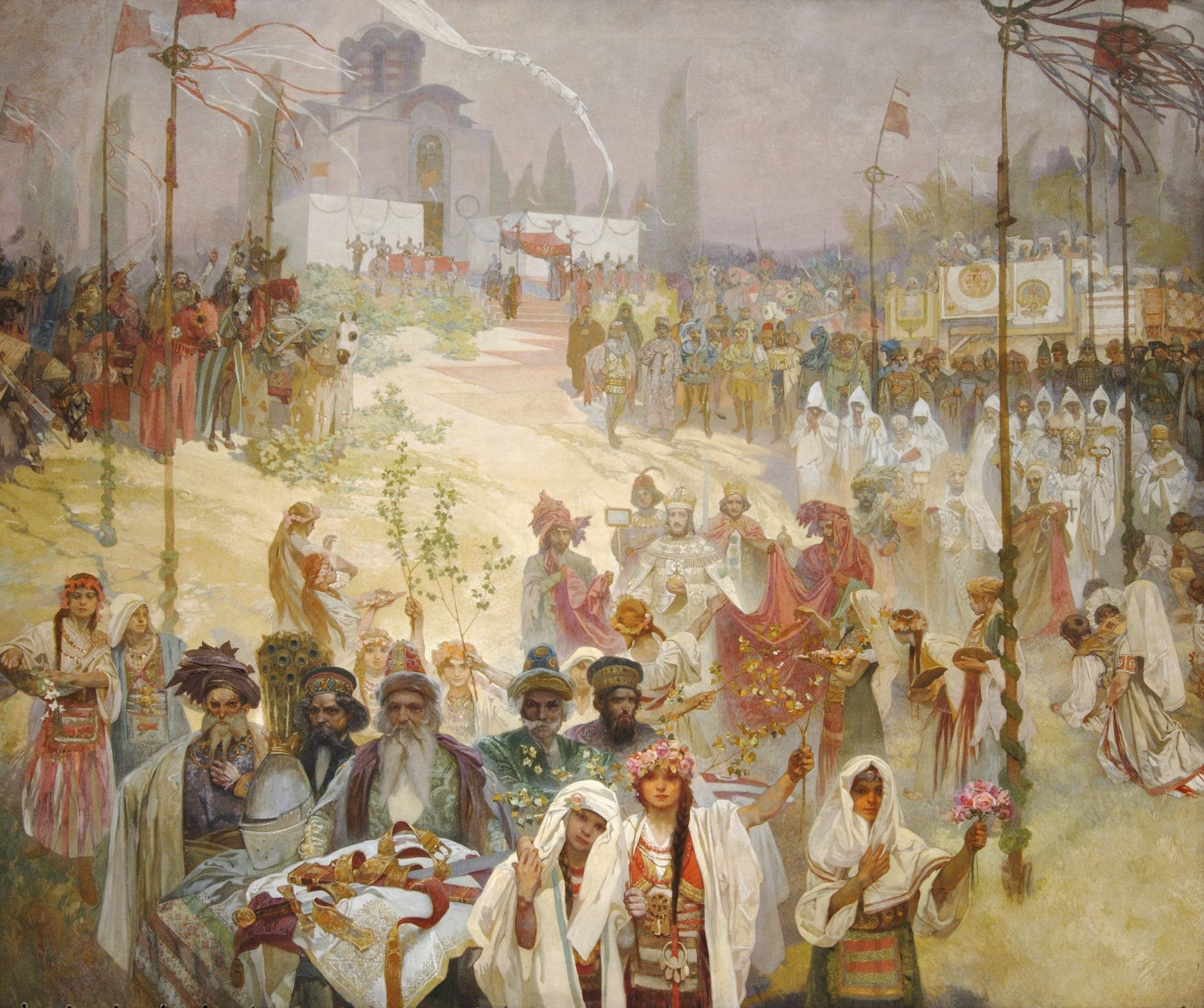
korunovace Štěpána Dušana ve Slovanské epopeji
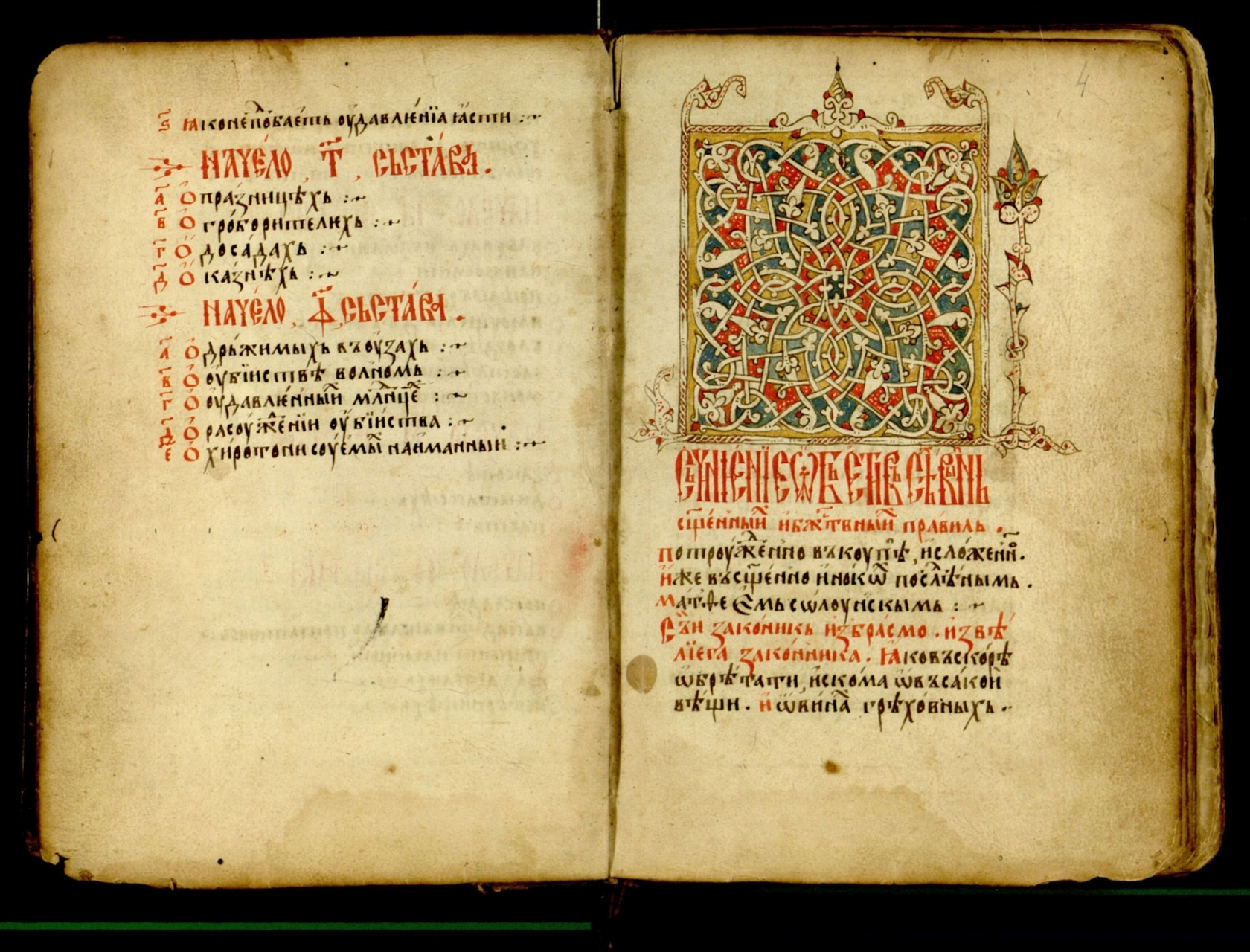
Dušanův zákoník z roku 1349

## Státní symbolika

znak carství a dynastie:
znak Nemanjićů a království
znak království a říše
znak přisouzený Srbsku ve sbírce Fojnica Armorial z přelomu 16.–17. století
znak Rašky ve sbírce Fojnica Armorial z 16.–17. stol.

vlajky:
rekonstrukce srbské vlajky Štěpána Dušana
divellion, osobní standarta Štěpána Dušana převzatá od Palaiologů
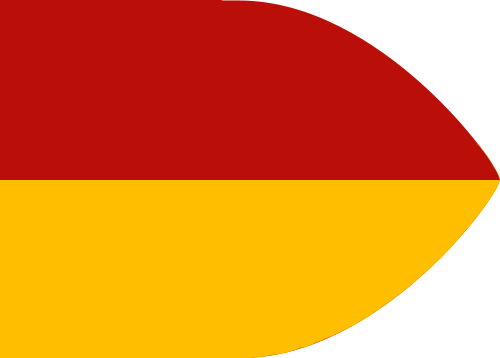
červeno-žlutá bikolóra srbských jezdců
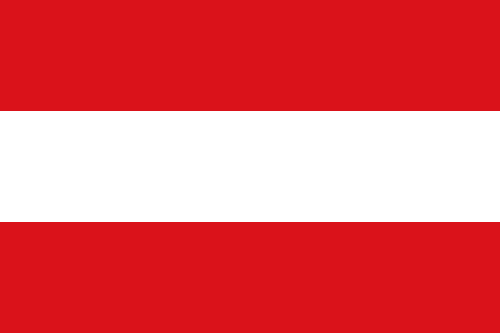
údajná srbská vlajka z Chilandaru